# Another Lonely Night
Another Lonely Night is een nummer van de Amerikaanse zanger Adam Lambert uit 2015. Het is de tweede en laatste single van zijn derde studioalbum The Original High.
Als opvolger van de hitsingle "Ghost Town" was "Another Lonely Night" een stuk minder succesvol. Zo bereikte het de Amerikaanse Billboard Hot 100 niet, en haalde het in de Nederlandse Top 40 slechts de 35e positie.